# Dedalo e Icaro
Dedalo e Icaro è un gruppo scultoreo realizzato da Antonio Canova nel 1779. La scultura marmorea (altezza 2,20 m) è ora conservata al Museo Correr di Venezia. Il gesso di questo capolavoro viene conservato presso la Gipsoteca canoviana di Possagno. 

## Descrizione
Dedalo e Icaro fu una delle prime sculture del giovane Canova, realizzata su commissione del nobile Pietro Vettor Pisani, procuratore di san Marco. L'opera fu esposta e molto ammirata dal pubblico veneziano durante la festa dell'Ascensione. Valse allo scultore la considerevole somma di cento zecchini, che gli permisero di sostenere le spese per il desiderato viaggio di studio a Roma.
La scultura è un esempio dei due elementi caratterizzanti tutta l'opera del Canova: l'idealizzazione, la ricerca del "bello ideale" nella composizione,  e il realismo nei dettagli anatomici e nei particolari degli oggetti. Secondo il mito, per scappare dal labirinto di Minosse a Creta,  i due personaggi crearono delle ali di cera per poter volare via. Canova raffigura il vecchio padre che fissa con preoccupata attenzione sul figlio, che sorride felice, la prima parte dell'ala. 
In questa composizione scultorea possiamo notare che la figura anziana di Dedalo è protesa in avanti ed è caratterizzata dalla senilità in decadenza. Il giovane Icaro si inarca sulla schiena, si crea dunque un equilibrio dei pesi delle due figure. 
Le due figure sono poste simmetricamente ed assumono posizioni opposte. L'asse di simmetria, posto al centro della scultura, separa le linee forza dei due personaggi; queste linee forza si presentano come linee curve che, partendo dal centro della composizione, si allontanano dall'asse verso gli estremi dei corpi (capo e piedi), formando una sorta di X.
Prese singolarmente le figure non sono stabili ma nell'insieme della composizione, grazie alla contrapposizione che distribuisce il peso, trovano il loro equilibrio. Dedalo mostra dei caratteri reali, sia nel volto che nel corpo, mentre Icaro rappresenta una bellezza ideale. Inoltre la scultura è caratterizzata dal contrasto luce-ombra creata dai due corpi.